# Bobby Morrow
Bobby Joe Morrow, ameriški atlet, 15. oktober 1935, Harlingen, Teksas, ZDA, † 30. maj 2020, San Benito, Teksas.
Morrow je v svoji karieri nastopil le na Poletnih olimpijskih igrah 1956 v Melbournu, kjer je postal trikratni olimpijski prvak v teku na 100 m, 200 m in štafeti 4x100 m. Leta 1956 je s časom 10,2 trikrat izenačil svetovni rekord v teku na 100 m, s časom 20,6 pa enkrat tudi svetovni rekord v teku na 200 m. 